# 岩手県道301号渋民田頭線
岩手県道301号渋民田頭線（いわてけんどう301ごう しぶたみでんどうせん）は、岩手県盛岡市渋民から八幡平市田頭に至る一般県道である。

## 概要
国道4号渋民バイパスに平行する現道区間が、2016年（平成28年）4月に国土交通省から岩手県に移管されたことに伴い、岩手県道199号大更好摩線の区間などを合わせて誕生した県道である。好摩駅西口から終点まではJR花輪線と並行している（途中「鹿角街道」・「好摩街道」両踏切にて同線と平面交差）。

### 路線データ
- 実延長：16,433.8m[3]
- 起点：盛岡市渋民字大前田50番6地先[3]（国道4号交点）
- 終点：八幡平市田頭第28地割116番1地先[3]（県道23号交点）

## 歴史
- 2016年（平成28年）4月1日 - 県道に認定される[4]。

## 路線状況

### 重複区間
- 岩手県道129号好摩停車場線（盛岡市芋田字上芋田 - 盛岡市好摩字夏間木）

## 地理

### 通過する自治体
- 盛岡市
- 八幡平市

### 交差する道路
- 国道4号・岩手県道169号渋民川又線（渋民バイパス南口交差点・盛岡市渋民字大前田）
- 岩手県道129号好摩停車場線（好摩口交差点・盛岡市芋田字上芋田）
（県道129号重複区間）
- 岩手県道129号好摩停車場線（盛岡市好摩字夏間木）
- 岩手県道191号大更停車場線（八幡平市大更第21地割）
- 岩手県道233号焼走り線（八幡平市田頭第23地割）
- 岩手県道23号大更八幡平線（八幡平市田頭第28地割）

### 沿線の施設など

#### 盛岡市
- 石川啄木記念館
- 盛岡市渋民図書館・盛岡市渋民文化会館「姫神ホール」
- コメリ盛岡渋民店
- イオンスーパーセンター盛岡渋民店
- 盛岡東警察署好摩駐在所

#### 八幡平市
- 八幡平市立大更小学校